# Gouvernement González I
 (janvier 2023).
Si vous disposez d'ouvrages ou d'articles de référence ou si vous connaissez des sites web de qualité traitant du thème abordé ici, merci de compléter l'article en donnant les références utiles à sa vérifiabilité et en les liant à la section « Notes et références ».
Royaume d'Espagne
Calvo-Sotelo González II
Le gouvernement González I (en espagnol : Primer Gobierno González) est le gouvernement du royaume d'Espagne entre 3 décembre 1982 et le 26 juillet 1986, durant la deuxième législature des Cortes Generales.

## Historique du mandat
Dirigé par le nouveau président du gouvernement socialiste Felipe González, ce gouvernement est constitué et soutenu par le Parti socialiste ouvrier espagnol (PSOE) et le Parti des socialistes de Catalogne (PSC). Ensemble, ils disposent de 202 députés sur 350, soit 57,7 % des sièges du Congrès des députés, et 142 sénateurs sur 227, soit 62,6 % des sièges du Sénat.
Il est formé à la suite des élections générales anticipées du 28 octobre 1982.
Il succède donc au gouvernement minoritaire du social-libéral Leopoldo Calvo-Sotelo, constitué par la seule Union du centre démocratique (UCD) et qui disposait du soutien de la Coalition démocratique (CD) et de partis régionalistes.

### Formation
Au cours de ce scrutin, le PSOE et le PSC totalisent 48 % des voix, ce qui constitue le record du résultat à une élection générale en Espagne. Ils dépassent ainsi largement la majorité absolue au Congrès et remportent près des deux tiers des sénateurs directement élus. L'UCD, au pouvoir depuis juillet 1977, est laminée puisqu'elle perd 92,9 % de ses députés et 96,9 % de ses sénateurs. De ce fait, l'Alliance populaire (AP), qui progresse de 4 386 500 voix par rapport à 1979, devient la principale force de l'opposition parlementaire.
Le 2 décembre, González est investi président du gouvernement par 207 voix pour, 116 contre et 21 abstentions, ayant bénéficié du soutien du Parti communiste d'Espagne (PCE), du Centre démocratique et social (CDS) et de la Gauche basque (EE).
Il forme alors un gouvernement de 16 membres, auquel s'adjoint un secrétaire d'État chargé du poste nouvellement créé de porte-parole. Le ministère de l'Économie et du Commerce et le ministère des Finances sont fusionnés et le poste de vice-président du gouvernement n'est rattaché à aucune fonction ni aucun ministère. Cet exécutif détient le record de la moyenne d'âge la plus basse depuis 1977.

### Évolution
González procède à un ample remaniement ministériel le 5 juillet 1985, marqué par le départ du ministre de l'Économie et des Finances, Miguel Boyer, ainsi que les nominations de Francisco Fernández Ordóñez, ancien ministre de l'UCD, comme ministre des Affaires étrangères, et de Javier Sáenz de Cosculluela, porte-parole du groupe parlementaire socialiste, en tant que ministre des Travaux publics.

### Succession
Lors des élections parlementaires anticipées du 22 juin 1986, les socialistes perdent une vingtaine de sièges mais conservent leur majorité absolue. Le 14 juillet, le ministre de l'Administration territoriale Félix Pons est élu président du Congrès des députés et se voit remplacé par intérim par Javier Moscoso, le cabinet gérant les affaires courantes. Peu après, González peut constituer son deuxième gouvernement. Il établit en outre, jusqu'à la fin du gouvernement Aznar I, le record de longévité d'un cabinet depuis la fin du franquisme.

## Composition

### Initiale (2 décembre 1982)
| Portefeuille                                                | Titulaires | Titulaires                                        | Parti |
| ----------------------------------------------------------- | ---------- | ------------------------------------------------- | ----- |
| Président du gouvernement                                   |            | Felipe González Márquez                           | PSOE  |
| Vice-président du gouvernement                              |            | Alfonso Guerra González                           | PSOE  |
| Ministre des Affaires étrangères                            |            | Fernando Morán López                              | PSOE  |
| Ministre de la Justice                                      |            | Fernando Ledesma Bartret                          | PSOE  |
| Ministre de la Défense                                      |            | Narcís Serra i Serra                              | PSC   |
| Ministre de l'Économie et des Finances                      |            | Miguel Boyer Salvador                             | PSOE  |
| Ministre de l'Intérieur                                     |            | José Barrionuevo Peña                             | PSOE  |
| Ministre des Travaux publics et de l'Urbanisme              |            | Julián Campo Sainz de Rozas                       | PSOE  |
| Ministre de l'Éducation et de la Science                    |            | José María Maravall Herrero                       | PSOE  |
| Ministre du Travail et de la Sécurité sociale               |            | José Joaquín Almunia Amann                        | PSOE  |
| Ministre de l'Industrie et de l'Énergie                     |            | Carlos Solchaga Catalán                           | PSOE  |
| Ministre de l'Agriculture, de la Pêche et de l'Alimentation |            | José Carlos Romero Herrera                        | PSOE  |
| Ministre de la Présidence                                   |            | Javier Moscoso del Prado y Muñoz                  | PSOE  |
| Ministre des Transports, du Tourisme et des Communications  |            | Enrique Carlos Barón Crespo                       | PSOE  |
| Ministre de la Culture                                      |            | Francisco Javier Solana Madariaga                 | PSOE  |
| Ministre de l'Administration territoriale                   |            | Tomás de la Quadra-Salcedo Fernández del Castillo | PSOE  |
| Ministre de la Santé et de la Consommation                  |            | Ernest Lluch i Martín                             | PSC   |
| Porte-parole du gouvernement                                |            | Eduardo Sotillos Palet                            | PSOE  |

### Remaniement du5 juillet 1985
| Portefeuille                                                | Titulaires | Titulaires                                                                                 | Parti |
| ----------------------------------------------------------- | ---------- | ------------------------------------------------------------------------------------------ | ----- |
| Président du gouvernement                                   |            | Felipe González Márquez                                                                    | PSOE  |
| Vice-président du gouvernement                              |            | Alfonso Guerra González                                                                    | PSOE  |
| Ministre des Affaires étrangères                            |            | Francisco José Fernández Ordóñez                                                           | PSOE  |
| Ministre de la Justice                                      |            | Fernando Ledesma Bartret                                                                   | PSOE  |
| Ministre de la Défense                                      |            | Narcís Serra i Serra                                                                       | PSC   |
| Ministre de l'Économie et des Finances                      |            | Carlos Solchaga Catalán                                                                    | PSOE  |
| Ministre de l'Intérieur                                     |            | José Barrionuevo Peña                                                                      | PSOE  |
| Ministre des Travaux publics et de l'Urbanisme              |            | Javier Luis Sáenz de Cosculluela                                                           | PSOE  |
| Ministre de l'Éducation et de la Science                    |            | José María Maravall Herrero                                                                | PSOE  |
| Ministre du Travail et de la Sécurité sociale               |            | José Joaquín Almunia Amann                                                                 | PSOE  |
| Ministre de l'Industrie et de l'Énergie                     |            | Joan Majó i Cruzate                                                                        | PSC   |
| Ministre de l'Agriculture, de la Pêche et de l'Alimentation |            | José Carlos Romero Herrera                                                                 | PSOE  |
| Ministre de la Présidence                                   |            | Javier Moscoso del Prado y Muñoz                                                           | PSOE  |
| Ministre des Transports, du Tourisme et des Communications  |            | Abel Ramón Caballero Álvarez                                                               | PSOE  |
| Ministre de la Culture Porte-parole du gouvernement         |            | Francisco Javier Solana Madariaga                                                          | PSOE  |
| Ministre de l'Administration territoriale                   |            | Félix Pons Irazazábal (jusqu'au 15/07/1986) Javier Moscoso del Prado y Muñoz (par intérim) | PSOE  |
| Ministre de la Santé et de la Consommation                  |            | Ernest Lluch i Martín                                                                      | PSC   |